# Zemský okres Siegen-Wittgenstein
Zemský okres Siegen-Wittgenstein (německy Kreis Siegen-Wittgenstein) je zemský okres v německé spolkové zemi Severní Porýní-Vestfálsko, ve vládním obvodu Arnsberg. Sídlem správy zemského okresu je město Siegen. Má přibližně 278 tisíc obyvatel. 

## Města a obce
| Města: 1. Bad Berleburg 2. Bad Laasphe 3. Freudenberg 4. Hilchenbach 5. Kreuztal 6. Netphen 7. Siegen | Obce: 1. Burbach 2. Erndtebrück 3. Neunkirchen 4. Wilnsdorf |